# Chrosomus
Chrosomus là một chi cá trong họ cá chép được tìm thấy ở những vùng nước ngọt ở nữa phía Đông của Hoa Kỳ và Canada. Hiện hành có 5 loài được ghi nhận trong chi này. Thỉnh thoảng cũng có một vài loài lại được ghi nhận trong chi Phoxinus

## Các loài
- Chrosomus cumberlandensis (W. C. Starnes & L. B. Starnes, 1978) (Blackside dace)
- Chrosomus eos Cope, 1861 (Northern redbelly dace)
- Chrosomus erythrogaster (Rafinesque, 1820) (Southern redbelly dace)
- Chrosomus oreas Cope, 1868 (Mountain redbelly dace)
- Chrosomus tennesseensis (W. C. Starnes & R. E. Jenkins, 1988) (Tennessee dace)